# Euvrilletta sequoiae
Euvrilletta sequoiae là một loài bọ cánh cứng thuộc chi Euvrilletta trong họ Ptinidae.